# TG50-55

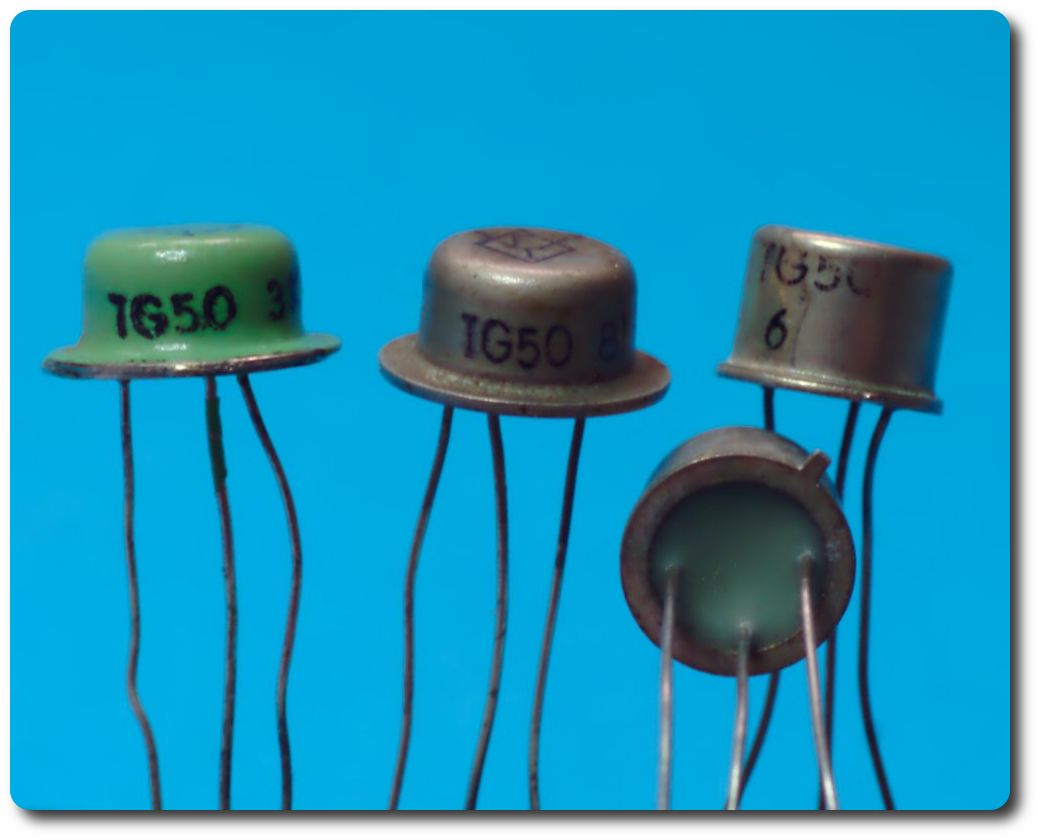
Tranzystory TG50 fabryki TEWA w obudowach z różnych okresów produkcji

Seria TG50-TG55 – tranzystory średniej mocy, jedne z najwcześniej przemysłowo produkowanych wielkoseryjnie w Polsce.

## Historia
Produkcję seryjną tranzystorów serii TG50-TG55 rozpoczęła Fabryka Półprzewodników TEWA w latach 1961–1962. Były one podstawowymi tranzystorami używanymi w polskich konstrukcjach z lat 60 w roli niewielkich wzmacniaczy końcowych małej częstotliwości, jako tranzystory przełączające, sterujące przekaźnikami, itp. Początkowo umieszczano je w nietypowych metalowych obudowach w kształcie kapelusza malowanych na charakterystyczny dla TEWY turkusowy kolor, później w obudowach galwanizowanych, a w końcu w typowych obudowach typu TO-5. Wersje o zwiększonej niezawodności do celów profesjonalnych oznaczano literą „S” po oznaczeniu typu.

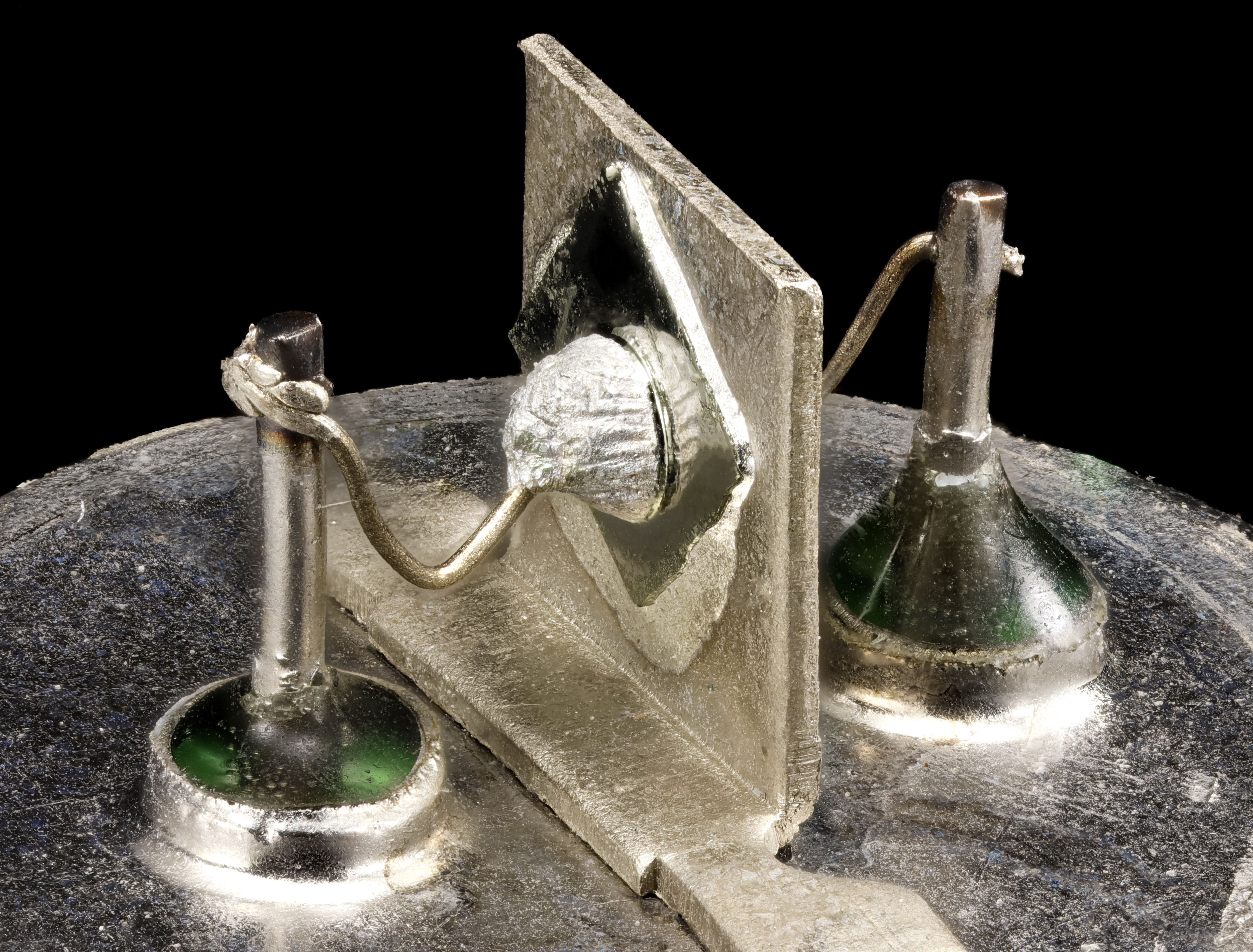
Wnętrze tranzystora TG51

## Charakterystyka
TG50-TG55 były germanowymi tranzystorami stopowymi średniej mocy (dopuszczalna moc strat kolektora 175 mW, obecnie takie tranzystory kwalifikuje się jako małej mocy) i małej częstotliwości, typu pnp.
- TG50 – podstawowy tranzystor serii, bardzo często spotykany,
- TG51 – tranzystor wysokonapięciowy,
- TG52 – przeznaczony do przetwornic,
- TG53 – tani, o niskim napięciu kolektora,
- TG55 – przeznaczony do przetwornic.